# Binarydigit
『binarydigit』（バイナリーディジット）は、日本の音楽ユニット・fripSideが2007年8月24日に発売した第1期4枚目のオリジナルアルバム。

## 内容
ベストアルバム『the very best of fripSide 2002-2006』から約1年1ヶ月ぶり（同人盤）、オリジナルアルバムとしては『3rd reflection of fripSide』から2年2ヶ月ぶりのアルバム。
前作のアルバムまでは、必ずタイトルに『fripSide』が入っていたが、第2期を含めて、今作以降タイトルには入っていない。
fripSideとしては、シングル・アルバムを含め、初めてオリコンチャートにランクインとなった。

## 収録曲
1. binary digit [1:49]
作曲・編曲：八木沼悟志
インストゥルメンタル。『the very best of fripSide 2002-2006』収録曲の「Red -reduction division-」の一部がサンプリングされている。
2. hurting heart [4:24]
作詞：八木沼悟志、山下慎一狼
作曲・編曲：八木沼悟志
3. misery [4:57]
作詞：山下慎一狼、八木沼悟志、まやせろみ
作曲・編曲：八木沼悟志
4. prominence -version 2007- [5:10]
作詞：八木沼悟志、山下慎一狼
作曲：八木沼悟志
編曲：岡本拓三
とらのあなによる同人音楽CDソフト『SUMMER MIX Vol.1』収録曲のアレンジ版。
5. refine progress [4:51]
作詞：山下慎一狼
作曲・編曲：八木沼悟志
6. heat your wave [4:30]
作詞：山下慎一狼
作曲・編曲：新井健史
7. libration crisis [4:44]
作詞：山下慎一狼
作曲・編曲：八木沼悟志
8. never no astray [4:53]
作詞：八木沼悟志、山下慎一狼
作曲・編曲：八木沼悟志、新井健史
9. transient wind -version 2007- [4:47]
作詞：山下慎一狼、八木沼悟志
作曲：八木沼悟志
編曲：岡本拓三
10. dream myself! [4:37]
作詞：nao、山下慎一狼
作曲・編曲：八木沼悟志
11. true eternity -album version- [4:50]
作詞・作曲：八木沼悟志
編曲：岡本拓三、八木沼悟志
12. brave new world [7:04]
作詞・作曲・編曲：八木沼悟志

### Bonus Disc
1. hurting heart -nao piano arrange- [2:57]
作曲：八木沼悟志
ピアノアレンジ：山田重利
2. feeling trust [7:12]
作詞：nao、山下慎一狼
作曲・編曲：八木沼悟志

## 参加ミュージシャン
fripSide
- nao：Vocal、Piano (Bonus Disc #1)
- 八木沼悟志：Synthesizer

Additional Musician
- 戸口田隆広：Guitar (#3,5,7,8,10)、A.Guitar (Bonus Disc #2)
- maya：Guitar (#3,4,6,9,11)、E.Guitar (Bonus Disc #2)
- a2c：Guitar (#2,12)
- RIKO：Chorus (#7,12)
- mika：Chorus (#12)
- masa：Chorus (#3,11)

## タイアップ
- Windows 2000/XP/Vista・PlayStation 2専用ゲームソフト『神曲奏界ポリフォニカTHE BLACK』主題歌 (#2)
- Windows 2000/XP/Vista専用ゲームソフト『Scramble Heart』エンディングテーマ (#5)
- Windows 2000/XP/Vista専用ゲームソフト『Scramble Heart』オープニングテーマ (#7)
- Windows 98SE/Me/2000/XP専用ゲームソフト『片恋いの月』エンディングテーマ (#8)
- ドラマCD『ケータイ刑事 尾瀬道櫻子の事件簿 〜緑のメガネ殺人事件〜 The Green Glasses Murder Case』主題歌 (#10)
- ドラマCD『planetarian 第2章 エルサレム』挿入歌 (#12)
- Windows 2000/XP/Vista・PlayStation 2専用ゲームソフト『神曲奏界ポリフォニカTHE BLACK』テーマソング (Bonus Disc #2)